# Willenreuth
Willenreuth ist ein Gemeindeteil der Stadt Pegnitz im Landkreis Bayreuth (Oberfranken, Bayern). Willenreuth liegt in der Gemarkung Elbersberg.

## Geografie
Das Dorf liegt etwa fünf Kilometer westlich von Pegnitz. Rund einen Kilometer nördlich befindet sich die Pirkenreuther Kapelle, eine Kirchenruine im Hollenberger Wald. Durch den Ort führt die Kreisstraße BT 41, die Bundesstraßen Bundesstraße 470 und B 2 verlaufen südlich, 3 km östlich verläuft die Bundesautobahn 9 mit der Anschlussstelle Pegnitz (AS 44).

## Geschichte
Der Ort wurde 1109 als „Willenruit“ erstmals urkundlich erwähnt. Das Bestimmungswort des Ortsnamens ist der Personenname Willo, das Grundwort ist -reuth (Rodung).
Mit dem Gemeindeedikt (frühes 19. Jahrhundert) wurde Willenreuth der Ruralgemeinde Bronn zugewiesen. 1955 wechselte der Ort zur Gemeinde Elbersberg. Am 1. Mai 1978 wurde Willenreuth nach deren Auflösung im Zuge der Gebietsreform in Bayern in die Stadt Pegnitz eingegliedert.

## Baudenkmäler
- Liste der Baudenkmäler in Pegnitz#Willenreuth